# Saltugilia splendens
Saltugilia splendens är en blågullsväxtart. Saltugilia splendens ingår i släktet Saltugilia och familjen blågullsväxter.

## Underarter
Arten delas in i följande underarter:
- S. s. grantii
- S. s. splendens

## Bildgalleri

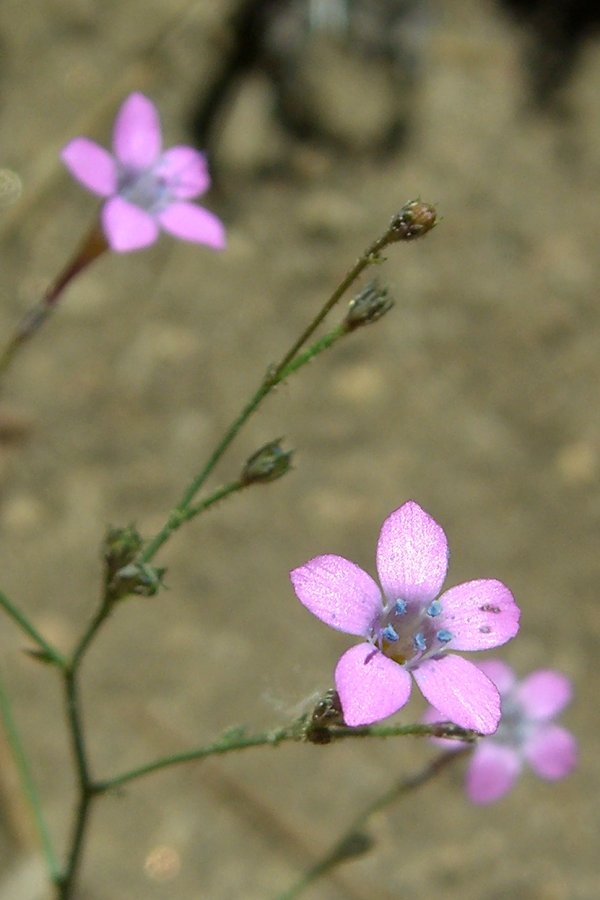
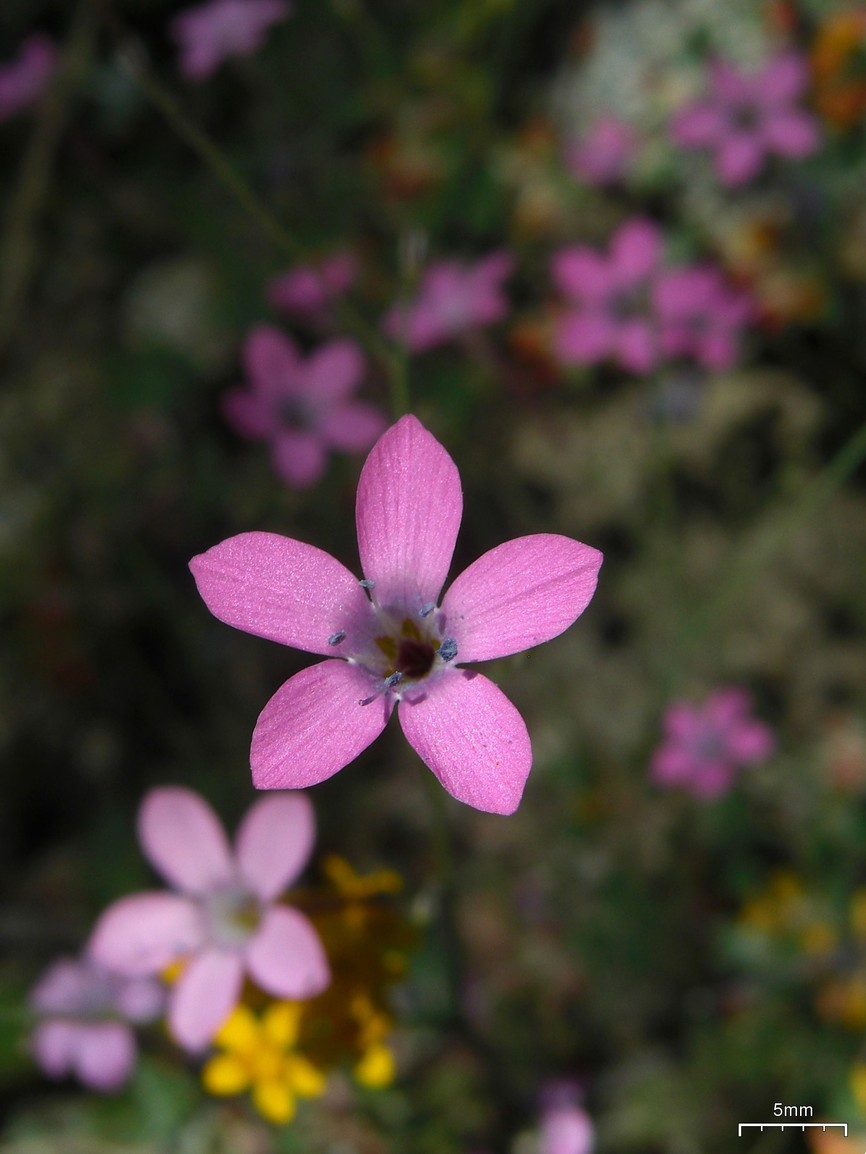